# European Satellite Navigation Industries
European Satellite Navigation Industries anciennement appelé Galileo Industries  est un consortium européen constitué en vue de répondre aux marchés publics liés à la mise en place du système européen de radionavigation par satellite Galileo.
Le siège de l´entreprise se trouve à Ottobrunn près de Munich en Allemagne avec une succursale à Rome en Italie. Elle emploie environ 200 personnes, la plupart travaillant directement pour l´une des sociétés du groupe.

## L'entreprise
L'entreprise est formée des sociétés Thales Alenia Space  (France) et (Italie), EADS Astrium (Grande-Bretagne et Allemagne), Thales, et Galileo Sistemas y Servicios (un groupe de sept sociétés espagnoles).
Les parts respectives de chaque société sont de 19 % pour chacun des membres fondateurs, Alcatel Space (devenue depuis Thales Alenia Space-France), Alenia Spazio (devenue depuis Thales Alenia Space-Italie), Astrium GmbH et Astrium Ltd. Thales détient 12 % des parts de la société conjointe et GSS 12 %
ESNIS est la société constituée pour la réalisation du système de positionnement Galileo signé le 19 janvier 2006, d'un montant de 950 million €, chargée du développement et de la construction d'une partie des quatre premiers satellites ainsi que des systèmes de navigation au sol de ces satellites. Les différents partenaires ont conclu un accord selon lequel aucun d´entre eux ne s´engagera sur des projets de compétition dans ce domaine, engagement tenu malgré quelques tensions.
À la suite des dérives financières du programme, la Commission Européenne a dénoncé ce contrat et l'ESA est devenu prime depuis fin 2007.
La société ESNIS n'existe plus depuis 2009.